# Anatole de Colombet
Pour les articles homonymes, voir Colombet.
Anatole de Colombet de Landos, né le 7 septembre 1833 à Langogne (Lozère) et mort le 30 septembre 1898 dans la même ville, est un homme politique français.

## Biographie
Après son échec aux élections d'août 1893, il se retire dans son château de la Vigerie (Langogne) jusqu'à sa mort le 30 septembre 1898.

## Mandats
- 1866 - 1879 : Maire de Langogne
- 1876 - 1879 : Sénateur de la Lozère
- 1889 - 1893 : Député de la Lozère

## Sources
- « Anatole de Colombet », dans Adolphe Robert et Gaston Cougny, Dictionnaire des parlementaires français, Edgar Bourloton, 1889-1891 [détail de l’édition]